# Royaumes clients de Rome en Bretagne

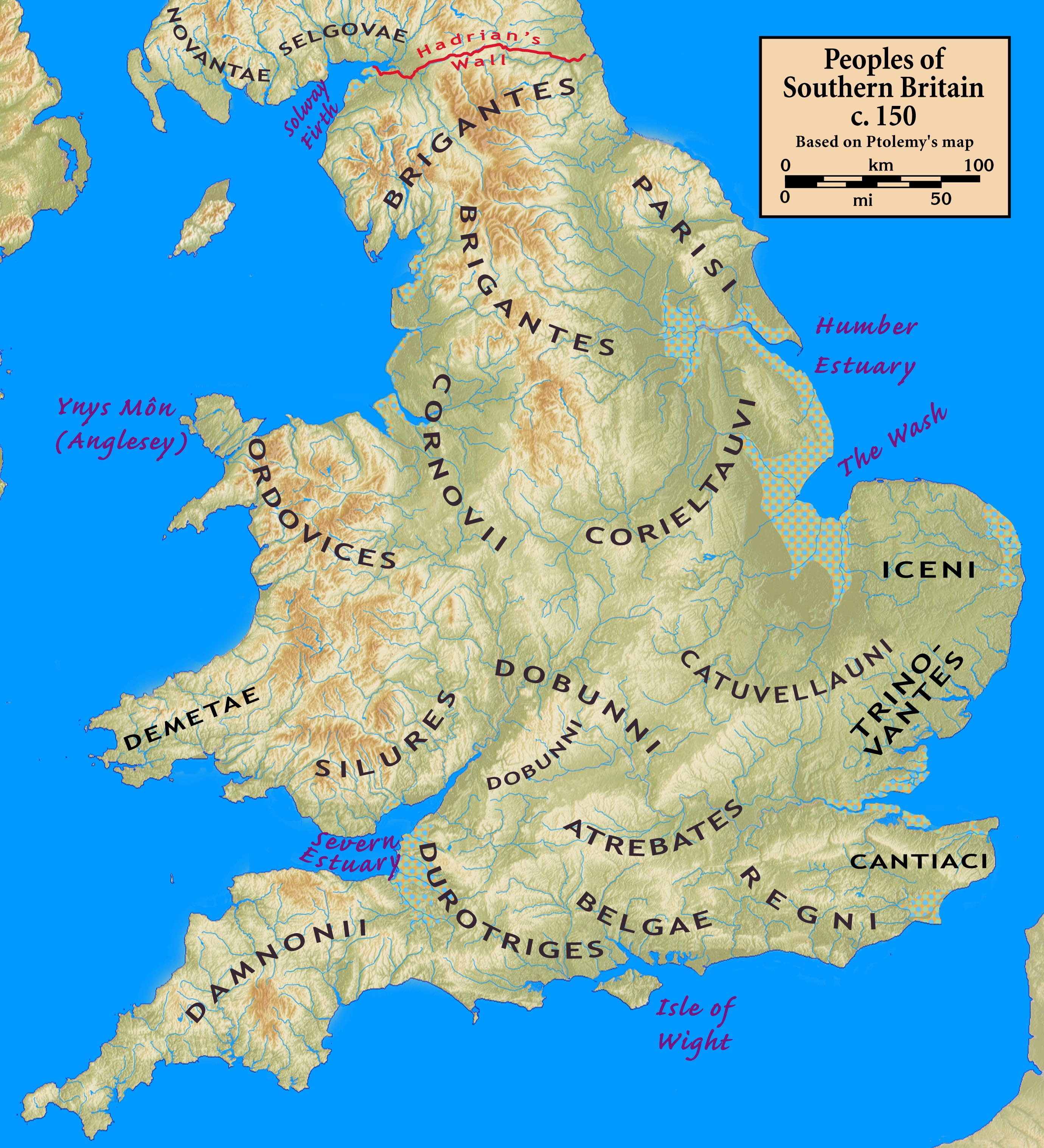
Anciennes populations celtiques de la Bretagne selon Ptolémée.

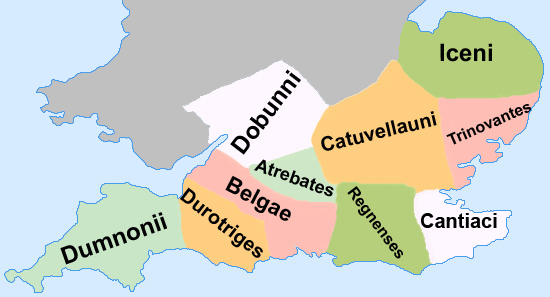
Les peuples du sud de la Bretagne.

Les royaumes clients de Rome en Bretagne insulaire (actuelle Grande-Bretagne ou au moins sa partie sud) étaient des royaumes de l'île qui avaient volontairement choisi de se ranger du côté des Romains pour survivre ou pour trouver une protection. Réciproquement, les Romains créèrent (ou listèrent) certains royaumes-clients lorsqu'ils ressentaient qu'une influence sans règle imposée se révélait désirable. Parfois, les Romains fondèrent ces royaumes pour raisons stratégiques et politiques.
Cette période a commencé lors des débarquements de Jules César en Bretagne et a duré jusqu'à l'établissement de la région comme province de l'Empire romain environ 100 ans plus tard.
L'appellation fait référence au clientélisme de l'époque romaine.
Les rois clients adoptèrent des noms et des titres romains et l'influence romaine mena à une romanisation au-delà des royaumes clients.

## Historique
Les commencements du système sont à trouver dans la remise sur son trône par Jules César de Mandubracios comme roi des Trinovantes, lequel avait été détrôné par Cassivellaunus et avait ensuite aidé César dans sa seconde expédition en Bretagne en 54 av. J.-C.. Puis, ce système se développa au cours des cent années suivantes, particulièrement durant le règne d'Auguste, si bien que vers le moment de l'invasion romaine en 43, plusieurs royaumes-clients romains avaient été établis au sud de la Grande-Bretagne. Ces derniers étaient aussi dus à l'expansion des Catuvellauni sous Cunobelin dans le sud-est, et en partie du fait de l'invasion elle-même, incluaient Cogidubnus des Regnenses ou Regni, Prasutagus des Icènes et Cartimandua des Brigantes ou Brigands, et aussi probablement Boduocos des Dobunni. Les prédécesseurs des Regnenses, les Atrébates, avaient (dans leurs formes du pays de Galles et britanniques) formé royaume(s)-client(s) de Rome depuis la première invasion par César en -55.
Au nord de la Grande-Bretagne, des luttes de frontières le long des murs défensifs avaient amené à l'établissement d'États tampons, y compris les Votadini en Northumberland.

### Les Atrébates
- Statut de client : 55 av. J.-C. - 70 apr. J.-C.
- Emplacement : entre l'Hampshire et le Sussex occidental actuel, avec comme villes principales Calleva Atrebatum (aujourd'hui Silchester) et Noviomagus Reginorum (aujourd'hui Chichester)

Après la défaite des Atrébates en Gaule belgique, Jules César emploie leur roi, Commios, dans sa première invasion de la Bretagne en 55 av. J.-C., mais ce fut un échec. Puis, Jules César laissa Commios comme roi client en Bretagne, en lui donnant en outre la domination sur les Morins. Resté fidèle au temps de la deuxième invasion de la Bretagne (selon la Guerre des Gaules de Jules César), par la suite il conspira contre les Romains. Il aurait régné jusqu'en 20 av. J.-C., même si un second roi du nom Commios pourrait avoir existé. Ses trois fils, Tincomarus, Eppillus et Verica, lui succédèrent les uns après les autres. Le premier fut Tincomarus de 25/20 av. J.-C. à 7/8, qui resta fidèle aux Romains. Dans ses monnaies, le titre de rex apparaît, ce qui implique qu'il bénéficia de la qualité de souverain client de Rome. Il fut expulsé en 7/8 et se réfugia auprès des Romains. L'empereur Auguste reconnut Eppillus, qui avait peut-être participé au détrônement de son frère Tincomarus. Le troisième membre de la fratrie, Verica, succéda ensuite à Eppillus et régna depuis Silchester. Pendant son règne, les Atrébates se trouvèrent pressés à l'est par les Catuvellauni. Après quinze années de guerre, vers 40, Caratacos des Catuvellauni conquit tout le territoire atrébate. Verica fuit auprès des Romains, fournissant ainsi à l'empereur Claude le prétexte pour envahir la Bretagne en 43 et remettre Verica sur le trône.
Après la conquête romaine, Cogidubnus régna sur ce qui avait été le territoire des Atrébates. Son peuple fut connu sous le nom des Regnenses. Cogidubnus fut fidèle à Rome et après sa mort (peut-être en 70), le royaume entra dans la province de Bretagne romaine.

### Les Iceni
- Statut de client : 47 - 60
- Emplacement : dans les environs du comté de Norfolk

Prasutagos fut mis sur le trône peut-être après la révolte des Iceni en 47 apr. J.-C. Ce peuple obtint la semi-indépendance. Rome attendait que le royaume entre dans le territoire romain après la mort de Prasutagos mais celui-ci chercha à laisser au moins une partie de son territoire à ses filles et à sa femme Boadicée. Cette dernière décida de guider une nouvelle rébellion anti-romaine avec son peuple qui fut écrasée par les légions romaines. Après cette rébellion, les terres des Iceni finirent sous administration romaine.

### Les Votadini
- Statut de client : 140 - 410
- Emplacement : Sud-Est de l'Écosse et Nord-Est de l'Angleterre, y compris le comté de Northumberland

Les Votadini étaient un peuple breton situé entre le mur d'Hadrien et le mur d'Antonin, qui fut sous contrôle direct romain de 138 à 164. Quand les Romains se retirèrent au sud du mur d'Hadrien en 164, les Votadini devinrent un royaume client, et même un État tampon contre les incursions des Pictes au nord. Les Votadini maintinrent ce statut jusqu'au départ des Romains de la Bretagne autour de 410. Puis, ils furent connus sous le nom de Gododdin et ils continuèrent à être un royaume jusqu'à leur défaite contre les Angles autour de 600.